# グランデコール
『 グランデコール 』（仏: Grande École、英: The Best of School）は、2004年に製作されたフランス映画。
日本では、2004年（第13回）東京国際レズビアン&ゲイ映画祭（7月18日）にて上映された。

## キャスト
- ポール：グレゴリー・バケット（フランス語版）
- メシアー：サリム・ケシュシュ（フランス語版）
- アグネス：アリス・タグリオーニ
- ルイス：ジョスラン・キヴラン（フランス語版）
- エメリン：エロディ・ナヴァール（フランス語版）